# 摩罗斯
摩罗斯（字面意思为“命运”或“注定要死”）希腊神话中司命运的代蒙（精灵）。他的另一个名字是俄勒特罗斯（Ολεθρος，意为“毁灭，死亡”）。
摩罗斯（‎）的名字实际上是命运女神摩伊赖的名字的阳性形式。与摩伊赖一样，摩罗斯是对命运的拟人化，是命中注定的劫数的化身；他将人赶向生命的终点，甚至连宙斯都不能违反他的意志。
赫西俄德在《神谱》中最早提到摩罗斯。在赫西俄德笔下，摩罗斯是黑夜女神倪克斯所生（因而是刻耳、塔那托斯和许普诺斯的兄弟），并没有父亲。而伪许癸努斯和西塞罗则说摩罗斯的父亲是厄瑞玻斯（母亲仍为倪克斯）。

## 资料来源
- Theoi Project: Moros （页面存档备份，存于）
- 《古典神话人物词典》，外语教学与研究出版社，ISBN 978-7-5600-6218-1